# 러시아 안에서의 인종차별
러시아 안에서의 인종차별 ( Racism in Russia ) 은 러시아 내에서 비러시안인 즉, 이민자나 관광객에 대한 부정적인 태도나 행동을 말한다. 전통적으로 러시아인의 인종차별은 반유대주의, 반타타르족주의, 코카시안, 중앙아시아, 동아시아, 아프리카인들에 대한 혐오 등을 포함한다. 유엔에 의하면 러시아의 이민자 인구는 세계에서 세번째인 천이백만명에 이르며, 그 이유는 러시아인의 인구감소, 저출산, 고사망율에 따라 지난 몇 십년간 정부가 이민자들의 입국을 늘렸기 때문이다. 그들 중 상당수는 불법체류자이다.

## 블라디미르 푸틴의 인종주의
푸틴은 인종을 가장 소중하게 지켜야 할 개념으로 생각하는 파시스트이다.

## 아프리카 출신 이민자대상 혐오
2006년에 어느 교환 학생은 "원숭이(Monkey)" 라는 모욕발언을 너무 많이 들어 학생들이 고발하는 것 조차 그만두었다고 지적했다.
2010년에 진 사그보는 러시아에서 최초의 흑인으로 정부관련직에 임명되었다.
2013년에 듀마 이리나 로드니나 회원은 공개적으로 버락 오바마가 바나나를 갖고 있는 사진을 트위터에 업로드 하였다.

## 같이 보기
- 반러 감정
- 유럽의 파시즘
- 라시즘
- 러시아 국민주의

1. ↑  “극우·인종·반미주의…푸틴의 친구들, 파시즘을 탐하다”. 2022년 10월 27일. 2023년 1월 4일에 확인함.